# Cratere Beltra
Beltra  è un cratere sulla superficie di Marte.